# Вибори до Донецької обласної ради 2006
Вибори до Донецької обласної ради 2006 — вибори до Донецької обласної ради, що відбулися 26 березня 2006 року. Це були перші вибори до Донецької обласної ради, що проводилися за пропорційною виборчою системою. Для того, щоб провести своїх представників до Донецької обласної ради, партія чи блок мусила набрати не менше 3% голосів виборців.

## Результати виборів
За результатами виборів, абсолютну більшість мандатів отримала Партія Регіонів. 
| Розподіл голосів   | Розподіл голосів   | Розподіл голосів | Розподіл голосів | Розподіл голосів |
| ------------------ | ------------------ | ---------------- | ---------------- | ---------------- |
|                    |                    |                  |                  |                  |
| ПР (120)           | ПР (120)           |                  | 61.89%           | 61.89%           |
| Блок Вітренко (13) | Блок Вітренко (13) |                  | 6.90%            | 6.90%            |
| СПУ (10)           | СПУ (10)           |                  | 5.90%            | 5.90%            |
| КПУ (7)            | КПУ (7)            |                  | 3.45%            | 3.45%            |

Загальна кількість депутатів у обласній раді — сто п'ятдесят.
Примітка: На діаграмі зазначені лише ті політичні сили,  які подолали  3 % бар'єр
 і провели своїх представників до Донецької обласної ради.
 В дужках — кількість отриманих партією чи бльоком мандатів
БЮТ набрав 2,84%, блок «Не так» — 2,27%, партія «Віче» — 1,33%.

## Цікаві факти, що пов'язані з цими виборами
- За результатами цих виборів, Донецька обласна рада стала єдиною, у якій Блок Юлії Тимошенко не отримав представництва. Блок отримав підтримку 2,84% виборців, таким чином йому забракло до подолання 3% бар'єру 0,16% голосів.
- Невдача пропрезидентського блоку «Наша Україна», що отримав на цих виборах підтримку 1,10% виборців, стала причиною відставки тогочасного голови Донецької Державної Адміністрації Вадима Чупруна, котрий очолював список блоку до облради.